# Bergamo Alperne
Bergamo-Alperne er en stor bjergkæde i den italienske region Lombardiet, nord for byen Bergamo.

## Afgrænsning
Bergamo-Alperne begrænses
- i vest af Comosøen,
- i nord af Valtellina, Apricapasset og Val di Corteno (mod Bernina-Alperne resp. Sobretta),
- i øst af Val Camonica og Lago d'Iseo (mod Adamello).

I syd, ved byen Bergamo, grænser Bergamo-Alperne til Posletten.

## Højeste bjerge
Vigtige toppe i Bergamo-Alperne er
- Pizzo di Coca (3.052 moh.)
- Pizzo Redorta (3.037 moh.)
- Monte Gleno (2.883 moh.)
- Corno Stella (2.620 moh.)
- Monte Legnone (2.610 moh.)

## Dale og øvrig inddeling
I nord danner Bergamo-Alperne en massiv bjergkæde i vest–østlig retning. Det er kun mindre dale, som strækker sig indover i Bergamo-Alperne fra Valtellina på denne side. Derimod er der flere lange dale, som strækker sig mod denne hovedkæde sydfra. De største er Val Brembana og Val Seriana, som er hhv. 40 og 50 km lange. Bjergene mellem disse to dale, Comosøen og Val Camonica, er betydeligt lavere end hovedkæden (2.512 moh. i Piz Arera) og betegnes også som «Bergamo-Foralperne» (Prealpi Bergamasche)

## Geologi
Normalt regnes Bergamo-Alperne til Central-Alperne. Specielt de sydlige dele (Bergamo-Foralperne) består imidlertid for store deles vedkommende af kalksten. Man kan derfor også se, at Bergamo-Alperne omtales som en del af de Sydlige Kalkalper.

## Natur, kultur og historie
San Marco-passet (1.985 moh.) mellem Val Brembana og Valtellina har siden middelalderen været en vigtig handelsrute fra Venezia via Bergamo til Graubünden og Sydvest-Tyskland.